# Mekorot

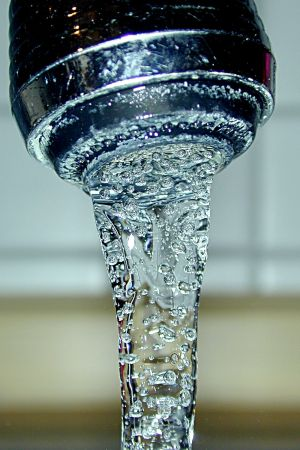
La enpresa Mekorot proporciona el 90% del agua potable de Eretz Israel.

Mekorot (en hebreo: מקורות) es la compañía nacional de agua de Israel. Fue fundada en 1937. Provee el 80% del agua potable de Israel y el 70% del abastecimiento de agua.
La gran experiencia de la compañía, sus conocimientos técnicos y soluciones de avanzada permiten al Estado de Israel enfrentar con éxito la escasez de agua, teniendo que enfrentar épocas de sequía, su localización en zona desértica y al avanzado aumento de consumo. La compañía opera 3.000 instalaciones a través del país para la red de abastecimiento de agua potable, la calidad del agua, la infraestructura de tuberías de agua, el tratamiento de aguas residuales, la desalinización, etcétera.

## Acueducto Nacional de Israel
El Acueducto Nacional de Israel es administrado por la empresa Mekorot. La cantidad total de agua provista por el Acueducto Nacional de Israel desde su establecimiento hace 40 años es 12,4 billones de metros cúbicos. Transporta el agua del norte del país al centro y sur del mismo. Su capacidad de bombeo total es de 72.000 m³/h, y su altura máxima es de aproximadamente 400 metros.

## Desalinización
Mekorot provee agua adicional, desalinizando el agua de varias vertientes, mediante el proceso de la ósmosis inversa para el abastecimiento de agua en Eretz Israel. Hay 31 plantas de desalinización, principalmente en el sur del país.
En el ámbito de la desalinización, la empresa israelí Mekorot suministra agua de mar desalinizada y opera 23 instalaciones de desalinización